# Taylor Springs
Taylor Springs – wieś w Stanach Zjednoczonych, w stanie Illinois, w hrabstwie Montgomery.